# Mausoleum des Königs von Zhongshan in Pingshan

Zhongshan wang Cuo
(Der Name von König Cuo in modernen chinesischen Schriftzeichen. Das Zeichen „Cuo“ wird von manchen auch „Xi“ gelesen.)

Das Mausoleum des Königs von Zhongshan in Pingshan (chinesisch 平山中山王墓, Pinyin Píngshān Zhōngshān wáng mù) ist die Grabanlage des Königs (wang) Cuo (Regierungszeit 327–313 v. Chr.) des chinesischen Staates Zhongshan aus dem 4. Jahrhundert v. Chr. der Zeit der Streitenden Reiche. Das Grab wurde 1974 in Sanji (三汲), Kreis Pingshan, Provinz Hebei, China, entdeckt und in den Jahren 1974–1978 ausgegraben.
In der Grabanlage befanden sich neben dem Königsgrab mehrere weitere Gräber, die ebenfalls unter dieser Bezeichnung subsumiert werden.
Die bisher freigelegte Grabanlage enthielt über 19.000 Artefakte, darunter viele, die sich von allen bisherigen Funden unterscheiden. Drei der entdeckten Bronzen waren mit insgesamt über tausend Schriftzeichen beschrieben, die über die Geschichte von Zhongshan berichten und eine Lücke in den historischen chinesischen Berichten ausfüllen. Zur gleichen Zeit wurde auch die Hauptstadt des Staates Zhongshan der Zeit der Streitenden Reiche, Lingshou (靈壽), ans Tageslicht geholt.

## Stätte der alten Stadt Zhongshan
Die Stätte der alten Stadt Zhongshan (chinesisch 中山古城遗址, Pinyin Zhōngshān gǔchéng yízhǐ) im Kreis Pingshan (平山县) – bei der es sich um die Hauptstadt des Staates Zhongshan in der Zeit der Streitenden Reiche handelt – steht seit 1988 auf der Liste der Denkmäler der Volksrepublik China (3-206). Auf dieser Stätte befindet sich auch das Mausoleum des Königs von Zhongshan in Pingshan.